# Mihail Krug
Mihail Vladimirovici Krug (în rusă Михаил Владимирович Круг), cu numele adevărat Vorobiov (în rusă Воробьёв; n. 7 aprilie 1961, Tver, RSFS Rusă - d. 1 iulie 2002, Tver, Rusia), a fost un cântăreț rus de chanson rusesc despre lumea interlopă și viața în pușcărie, mai ales despre închisoarea din Vladimir. A fost supranumit „regele chansonului rusesc”.

## Biografie
Mihail Vorobiov s-a născut pe 7 aprilie 1961, în Morozovski Gorodok, o suburbie a orașului Tver. În 1987 Krug a participat la un concurs de cântece, ocupând primul loc. Datorită acestui lucru, el a luat în serios cariera muzicală. Până în 1994, a înregistrat trei albume, care n-au fost lansate oficial, dar au fost distribuite prin sute de copii piratate.

## Cariera
Cele mai multe dintre melodiile sale au apărut pe albumele din ultima parte a vieții. Primul său album distribuit oficial a fost Jigan-limon (în rusă Жиган-лимон). Albumul conține unul dintre cele mai mari hit-uri ale sale, cântecul Kolișcik (în rusă Кольщик). I-a luat trei ani până când a ales versiunea finală. O parte semnificativă din melodiile lui Mihail Krug se referă la codurile secrete din închisorile din Rusia și la simbolismul tatuajelor prizonierilor. Cântecele sale descriu vidul emoțional și disperarea deținuților care sunt separați de familiile lor și de cei dragi. El a scris, de asemenea, multe piese de dragoste și cântece despre orașul Tver. Lui Krug i-a placut asocierea cu diverse elemente criminale, ceea ce l-a inspirat în muzica sa. Inelul lui cu diamant a fost un cadou de la un infractor de notorietate în Rusia, Khobot. În timpul compunerii cântecelor sale, Krug a folosit un dicționar din 1924 cu argouri folosite de lumea interlopă, dicționar realizat de către NKVD. 

## Decesul
În noaptea de 30 iunie spre 1 iulie 2002, Mihail Krug a fost rănit mortal în casa lui din satul Mamulino, Tver de către indivizi necunoscuți. În casă se mai aflau încă 4 persoane, soția sa, soacra și copiii. Doi atacatori neidentificați au intrat la al treilea etaj al casei între 23:00 și 00:15 unde au dat peste soacra sa și i-au provocat mai multe leziuni. La auzul strigătelor femeii, Mihail Krug și soția sa, Irina, au încercat să fugă după ajutor, dar criminalii au deschis focul. Soția sa a reușit să se ascundă prin vecini, dar Mihail a fost împușcat grav de două ori și pentru un timp și-a pierdut conștiința. Criminalii au fugit de la locul faptei, iar Mihail Krug a murit la spital câteva ore mai târziu. 

## Discografie
| Albume pe casete magnetice - 1990 — «Тверские улицы» Strada Tverskaya (denumire oficială), redenumit de către pirați Lizok «Лизок» - 1990-91 — «Катя» Katia (denumire oficială) - 1990-91 — un album fără titlu (lansare oficială) - 1995 — «Город детства» Orașul copilariei (versiune-demo a albumului Procurorul Verde, nu a fost oficial lansat, a fost publicat de către pirați în 1995) Albume numerotate - 1994 — «Жиган-лимон» zigan lemon (enigmă)(apărut din nou în 1995) - 1995 — «Зелёный прокурор» Procurorul verde (Titlul original «Светочка» Svetochka) - 1996 — «Живая струна» Serie live - 1998 — «Мадам» Madam - 1999 — «Роза» Trandafir(nume de fata) - 2000 — «Мышка» Șoricel - 2002 — «Посвящение» Dăruire - 2003 — «Исповедь» Mărturisire Compilații - 1997 — «Жиганские песни» - 1997 — «Лирика» Versuri - 1999 — «Перекрёсток» Intersecție - 1999 — Seria Cele mai cunoscute șansonete rusești - 1999 — «Владимирский централ» Închisoarea Vladimir - 2000 — «The Best of» - 2001 — «После третьей ходки». Concert live în Serpuhov. - 2001 — «Пацаны» Băieții (Серия «Легенды жанра») - 2002 — «Я прошёл Сибирь» Am trecut prin Siberia - 2004 — «Магадан» Magadan - 2004 — «Золотой альбом» Album de Aur - 2004 — «Grand Collection» - 2005 — «Блатные песни» Melodii de pușcărie - 2005 — «Вольная песня» Cântec gratis - 2005 — «Неизвестные песни» Cântec Necunoscut - 2005 — «Песни о любви» Cântece de Dragoste - 2006 — «Владимирский централ 2» Închisoarea Vladimir 2 - 2008 — «20 лучших песен» Top 20 melodii - 2009 — «Любимые песни. RU» melodiile preferate - 2009 — «Владимирский централ (Soundtrack)» Închisoarea Vladimir (Coloana Sonoră) - 2010 — «Ништяк, браток!» Cool, frățioare Compilații cu alți interpreți - 2004 — «Mihail Krug și grupul Poputcic — 10 ani mai târziu» - 2004 — «Mihail Krug și Irina Krug — Când m-am întâlnit cu tine» - 2006 — «Mihail Krug și Irina Krug — Ai toată dragostea mea» - 2009 — «Mihail Krug și Dj Black Fox — Labirint» - 2010 — «Mihail Krug și Svetlana Ternova — Asta a fost ieri…» | Înregistrări de arhivă restaurate - 2004 — «Cronică. Vol. 2 — Cântec de suflet» - 2004 — «Cronică. Vol. 3 — Concert de-acasă» - 2004 — «Prietenul meu» - 2005 — «Prietenii mei» - 2008 — «Kalina-Malina» (fructe) - 2008 — «înregistrări de arhivă În memoria lui Michael Krug» - 2009 — «Kolschik. Reeditare» La radio - 19 februarie 1995 — Concert în studio Taxi de Noapte - 17 iulie 1995 — Concert în studio Taxi de Noapte - 19 mai 2002 — Concert în studio Taxi de Noapte - 1996 — Concert acustic în studio Taxi de Noapte - 1996 — Înregistrarea albumului «Стриж-тайм» Timp rapid (versiunea completă a albumului cu comentarii între melodii) - «Стриж-тайм» Timp rapid (3 decembrie 2001) - 2008 — Șanson de aur (7 CD-uri). Producător Studio Night Taxi, lansat în iulie 2008, 7 compact-discuri, seria Șanson de aur cuprinde înregistrări ale lui Mihail Krug în perioada februarie 1995 - mai 2002 în Sankt Petersburg. Înregistrări din Concerte - 1995 — Concert în memoria lui Arcady Severny (Sankt Petersburg) - 1995 — Concert «Русский шансон» Șanson rusesc - 1997 — Concert în Germania (în orașul Stuttgart) - 1997 — programul pe 3 ani «Ночное такси» Taxi de noapte (Sankt Petersburg) - 1997 — Concert «Русский шансон 97» (Marea Sală de Concerte Oktyabrskiy din Sankt Petersburg) - 1997 — Concert în Donețk (apărut în 2003 sub denumirea Cronică. Volumul 1 - Live din Donețk) - 1998 — 1 an de radio emisiunea «Русский шансон» (18.12) - 1999 —programul de 5 ani «Ночное такси» Taxi de noapte (Sankt Petersburg) - 1999 — 25 ani ansamblul «Братья Жемчужные» (Brothers Pearl) (Palatul Culturii Gorky din Sankt Petersburg, 17.12) - 2000 — Concert cu grupul ДК — nu a fost publicat, a fost înregistrat de un fan al lui Krug pe bandă magnetică. - 2000 — Concert cu Serpukhov («После третьей ходки») (După al treilea drum) - 2000 — Concert памяти Arcady Severny (Palatul Culturii Gorky din Sankt Petersburg, 14.04) Albume și compilații în memoria lui Michael Krug - 2002 — Любим и помним Iubim și ne amintim - 2002 — Памяти Михаила Круга посвящается Dedicat memoriei lui Mihail Krug - 2003 — Концерт памяти Михаила Круга Concert în amintirea lui Mihail Krug - 2003 — Первое Июля 1 iulie |